# Yuck! (película)
Yuck! (título en francés: Beurk!) es un cortometraje de animación francés de 2024, escrito y dirigido por Loïc Espuche. La película animada de 13 minutos, que trata sobre la infancia y el descubrimiento del amor, ganó premios en varios festivales internacionales de cine, incluido el Anima Film Festival 2024 en Bélgica. También se presentó en festivales de todo el mundo, como el Festival Internacional de Cine de Animación de Annecy, el Festival Internacional de Cine de Rhode Island y el Festival Internacional de Cine de Berlín. Además, fue nominada al premio César al Mejor Cortometraje de Animación. El 23 de enero de 2025, Yuck! fue nominada a los 97.ª edición de los Premios Óscar en la categoría de Mejor Cortometraje Animado.

## Sinopsis
Léo piensa que besar es la cosa más asquerosa del mundo. En el campamento de verano, él y sus amigos no pueden evitar reírse y burlarse de las parejas que se besan; sus bocas brillantes y rosadas hacen imposible apartar la mirada. Pero, mientras Léo sigue el juego, esconde un secreto: sus propios labios también han empezado a brillar. En el fondo, Léo siente curiosidad: quizá solo quiera intentar besarse a sí mismo. Mientras su corazón y su mente luchan entre el "yuck" y el "sí", el verano de Léo se convierte en un viaje de autodescubrimiento, donde las burlas se transforman en anhelo y donde la línea entre "ew" y "ooh" comienza a difuminarse.